# Orosz György (rendező)
Orosz György (Zalaegerszeg, 1927. február 17. – 2025. január 16. vagy előtte) Jászai Mari-díjas magyar rendező.

## Életpályája
Zalaegerszegen született, 1927. február 17-én, apja ekkor ott volt újságíró, később az 1930-as években műkedvelő előadásokat is rendezett Szarvason. Háromhónapos korától Szarvason nevelkedett, itt járt az evangélikus elemi népiskolába. Gyerekkorától kezdve zongorázni tanult. Tízévesen került a szarvasi gimnáziumba, ami akkor még nyolcosztályos volt, 1945-ben érettségizett. 1946-ban a szarvasi tanítóképzőben kántori képesítést szerzett. 1947-ben felvették a Színművészeti Főiskolára, 1951-ben rendező szakon végzett. Pályája a Miskolci Nemzeti Színházban indult. 1961-től a színház főrendezője volt. 1974-től a debreceni Csokonai Színházban dolgozott. 1981 és 1988 között a Budapesti Gyermekszínház főrendezője volt. 
Vendégként rendezett Békéscsabán, Kecskeméten és Győrben is, de nyugdíjasként is foglalkoztatták. Szívesen állított színpadra kortárs műveket, de zenés darabokat és operetteket is. 1960-ban Jászai Mari-díjat kapott.
Orosz György 97 éves korában hunyt el a budapesti Ódry Árpád Művészotthonban.

## Fontosabb rendezéseiből
- William Shakespeare: A windsori víg asszonyok
- William Shakespeare: Vízkereszt vagy amit akartok
- Molière: Dandin György
- Friedrich Schiller: Ármány és szerelem
- Friedrich Schiller: Stuart Mária
- Giuseppe Verdi: A trubadúr
- Giuseppe Verdi: Rigoletto
- Giacomo Puccini: Pillangókisasszony
- Carlo Goldoni: A furfangos özvegy
- Benjamin Jonson: Volpone
- Carlo Collodi: Pinokkió (Egy élő fabábu kalandjai)
- Georges Feydeau: Bolha a fülbe
- Noël Coward: Vidám kísértet
- Victor Hugo: A királyasszony lovagja
- Nyikolaj Vasziljevics Gogol: Leánynéző
- Ilf és Petrov: Tizenkét szék
- Madách Imre: Az ember tragédiája
- Vörösmarty Mihály: Csongor és Tünde
- Szigligeti Ede - Tabi László: Párizsi vendég
- Szigligeti Ede: A csikós
- Móricz Zsigmond - Thurzó Gábor - Móricz Lili: Rokonok
- Móricz Zsigmond: Légy jó mindhalálig
- Csiky Gergely: Kaviár
- Molnár Ferenc: Liliom
- Molnár Ferenc: Játék a kastélyban
- Sipkay Barna: A világ peremén
- Szinetár György: Első tavasz
- Csurka István: Házmestersirató
- Gádor Béla: Állami áruház
- Szabó Magda: Az a szép fényes nap
- Méhes György: Noé bárkája
- Kertész Ákos: Névnap
- Sarkadi Imre: Szeptember
- Illés Endre - Vas István: Trisztán
- Sánta Ferenc: Az ötödik pecsét
- Fejes Endre: Rozsdatemető
- Fényes Szabolcs: Maya
- Berté Henrik - Franz Schubert: Három a kislány
- Johann Strauss: A denevér
- Eisemann Mihály: Tokaji aszú
- Eisemann Mihály: Bástyasétány 77
- Szirmai Albert - Bakonyi Károly: Mágnás Miska
- Lehár Ferenc: Luxemburg grófja
- Kálmán Imre: Montmartre-i ibolya
- Kacsóh Pongrác: János vitéz
- Jacobi Viktor: Sybill
- Kaszó Elek - Tóth Miklós - Hajdu Júlia: Füredi komédiások
- Jékely Zoltán: Mátyás király juhásza
- Farkas Ferenc: Zeng az erdő